# Arje Ben Eli’ezer
Arje Ben Eli’ezer (hebr.: אריה בן אליעזר, ang.: Aryeh Ben-Eliezer, ur. 16 grudnia 1913 w Wilnie, zm. 29 stycznia 1970) – izraelski polityk, w latach 1949–1953 i od 1955 do śmierci w 1970 – poseł do Knesetu z listy Herutu i Gahalu.
W wyborach parlamentarnych w 1949 po raz pierwszy dostał się do izraelskiego parlamentu. W kolejnych wyborach ponownie zdobył mandat poselski, 6 lipca 1953 zastąpił go Chajjim Kohen-Meguri. W 1955 roku powrócił do parlamentu. Zasiadał w Knesetach I, II, III, IV, V, VI i VII kadencji.